# 모나칠리오니
모나칠리오니(이탈리아어: Monacilioni)는 이탈리아 몰리세주 캄포바소도의 코무네다. 캄포바소로부터 북쪽 31km 거리에 있다. 모나칠리오니는 본래 원형 모양으로 된 거리였으나 20세기 후반에 일어난 산사태로 인해 도시의 상당 부분이 파괴됐다. 1990년대에 도시의 많은 개조를 하였다.